# Ясмина Михайлович
Ясмина Михайлович е сръбска писателка и критичка. Съпруга на писателя Милорад Павич.

## Биография
Родена е в Ниш. Дипломира се през 1987 година във Филологическия факултет на Белградския университет.
От 1991 до август 1999 година е директор на Съвета за разпространение на сръбската култура по света при Световната сръбската общност със седалище в Женева.
Авторка е на редица есеистично-критически текстове и проза, част от които са преведени на английски, руски, словенски, украински и гръцки език.